# ソフィア・ロハス
ソフィア・ロハス（Sohia Rojas、1907年8月13日 - 2022年7月30日）はコロンビアのスーパーセンテナリアン。コロンビア・サンタンデール県在住だった長寿の女性。

## 来歴
1907年8月13日に生まれる。2021年5月21日、フアナ・アリタマが死去し、コロンビア最高齢者になる。
同年10月12日、114歳60日でカルメン・ジャラミロ・チャヴァリアの記録を超えてコロンビアの歴代最高齢者になる。2022年7月30日に死去。